# Helicicultura

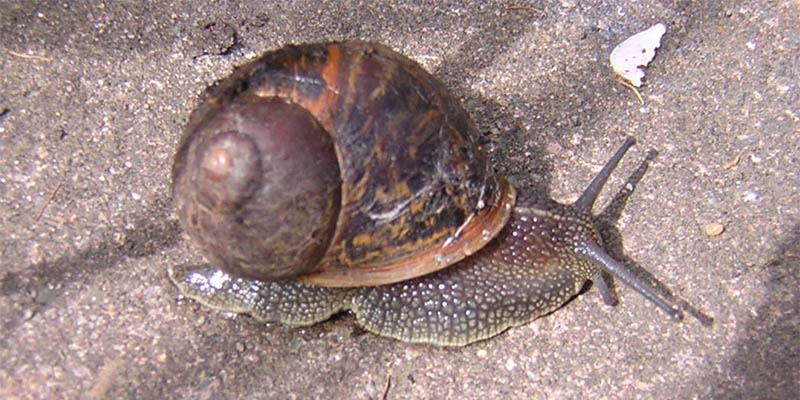
Caragol terrestre.

L'helicicultura és la tècnica ramadera d'obtenir caragols, generalment terrestres. Els principals productes que s'obtenen dels caragols són la carn, amb alt contingut en proteïnes; els ous, amb què es fa una espècie de caviar blanc; i les baves, últimament utilitzades en cosmètica amb resultats poc fiables.
Malgrat que la recol·lecció de caragols silvestres ja s'ha practicat intensament des de la prehistòria, la cria amb el cicle de cria complet és una branca moderna de la ramaderia.
Els principals tipus de cargols en l'helicicultura són el cargol bover (Helix aspersa) i el caragol de Borgonya (Helix pomatia).
La cria en captivitat en fa a diversos països que en consumeixen, com ara França i Catalunya. De vegades es crien en hivernacles, on es fan créixer plantes per a alimentar-los, sovint complementant-ne la dieta amb pinsos per tal d'optimitzar-ne la productivitat. Altres vegades es crien en espais a l'aire lliure, closos mitjançant tanques fetes de xarxa. Per tal que els cargols no puguin fugir, a les xarxes se'ls fa un plec cap endins, encara també se'ls pot recloure amb barreres fetes amb cendra, que tampoc no traspassen.
Per alimentar caragols es crien plantes per a ells com ara la col o se'ls dona pinsos fets de subproductes vegetals com el segó. Necessiten molt de calci, pel que els sòls calcaris són bons llocs per a la cria i recol·lecció de caragols.
Els principals problemes per obtenir caragols en llocs confinats són la lluita contra la pèrdua de vigor per la cosanguinitat, degut a l'encreuament continu i les malalties associades i la creixent infertilitat.